# Artère appendiculaire
L'artère appendiculaire (ou artère appendiculaire de Luschka) est une artère de l'abdomen assurant l'irrigation sanguine principale de l'appendice iléo-cæcal. C'est une branche de l'artère iléocolique qui joue un rôle central dans la physiopathologie de l'appendicite.

## Origine
L'artère appendiculaire a une origine variable. Elle peut être issue directement de l'artère iléocolique, de son rameau iléal, de l'artère cæcale postérieure (12% des cas) ou de l'arcade formée par les rameaux iléal et colique de l'artère iléocolique.
Mais elle peut également naître directement de l'artère mésentérique supérieure (8% des cas).
Elle peut également être doublée (5% des cas).

## Trajet
L'artère appendiculaire descend dans le mésentère de l'appendice (mésocæcum) en direction de la pointe de l'appendice, qu'elle vascularise intégralement. Elle présente un trajet arqué et peut former des anastomoses avec les artères cæcales antérieure et postérieure.

## Anatomie fonctionnelle
L'artère appendiculaire assure un apport sanguin exclusif à l'appendice. Son occlusion (par thrombose, compression ou spasme) entraîne une ischémie rapide, conduisant à la nécrose tissulaire et au risque de perforation appendiculaire.

## Aspect clinique

### Appendicite
L'inflammation appendiculaire compromet la perméabilité de l'artère, déclenchant un cercle vicieux ischémie-inflammation. À l'échographie Doppler, une absence de flux sanguin appendiculaire est un signe prédictif de gangrène.

### Chirurgie
Lors d'une appendicectomie, la ligature de l'artère appendiculaire est une étape cruciale pour éviter les hémorragies postopératoires. Les variations anatomiques compliquent parfois son repérage.

## Embryologie
L'artère appendiculaire se forme durant la 8e semaine de développement embryonnaire à partir du plexus vasculaire du cæcum primitif. Son origine peut varier selon la migration de l'appendice lors de l'organogenèse.

## Historique
Décrite en 1863 par Hubert von Luschka, elle est initialement nommée « artère cæcale ascendante ». Son rôle dans l'appendicite est établi au début du XXe siècle par les travaux du chirurgien américain Reginald Fitz.